# 칼 퍼디낸드 코리
칼 퍼디낸드 코리(영어: Carl Ferdinand Cori, ForMemRS, 1896년 12월 5일 ~ 1984년 10월 20일)는 오스트리아-헝가리 제국 프라하 출신의 미국의 생화학자이다.

## 생애
프라하 출신으로 트리에스테 대학 의학부를 졸업하였다. 1922년 미국으로 건너가 뉴욕 주립 종양 연구소에서 일하였다. 그 후 아내 거티 코리와 함께 워싱턴 대학 교수가 되었다. 그들은 탄수화물의 물질 대사 연구에 많은 업적을 이루었는데, 글리코겐의 최초의 분해물인 포도당 1인산의 단위와 그것에 관여하는 효소를 발견하였다. 1947년 그의 아내 및 아르헨티나의 베르나르도 알베르토 우사이와 함께 노벨 생리학·의학상을 받았다.

## 수상 경력
- 1946년 : 앨버트 래스커 기초 의학 연구상
- 1947년 : 노벨 생리학·의학상
- 1948년 : 윌러드 기브스상(영어판)

## 회원
- 1950년 : 왕립학회 외국인 회원 선출[1]